# Hasarina contortospinosa
Hasarina contortospinosa là một loài nhện trong họ Salticidae. Chúng thuộc chi đơn loài Hasarina, được Ehrenfried Schenkel-Haas miêu tả năm 1963.